# Камышовка (Ленинградская область)
Камышовка (до 1948 года Меллола, Каукъярви, фин. Mellola, Kaukjarvi) — деревня в Приморском городском поселении Выборгского района Ленинградской области.

## Название
Название Каукъярви в переводе означает «озеро Кауко» и ведёт свое начало от родового имени Кауко, которое носил один из первых известных обитателей этих мест.
В 1944 году, после окончания военных действий в Каукъярви стали прибывать советские граждане. Переселенцы в основном были сконцентрированы в той части деревни, которая называлась Меллола, там же был организован сельсовет. В ходе переименований 1948 года деревне Меллола было присвоено наименование Восход. Однако, комиссия по переименованию вскоре отменила это решение, заменив название на Камышовка. Формальное обоснование новому названию отсутствует.
Переименование было закреплено указом Президиума ВС РСФСР от 13 января 1949 года.

## История
Первое упоминание о местном жителе Эрике Кауконене относится к 1556 году. Помимо него в поземельных книгах упоминаются освобождённые от повинностей крестьяне Хопиайнен, Ииванайнен, Кисконен, Мелланен, Паавонен, Питкянен, Тюеппенен, Варпулайнен и другие.
Большая деревня Каукъярви, стоявшая на обеих берегах одноимённого озера, до начала XX века находилась в пределах волости Уусикиркко. Позднее юго-западная часть озёрного побережья была передана в состав волости Куолемаярви. Тогда там находилось семь небольших селений — Ииванала, Каукола, Меллола, Кискола, Кнуутила, Паавола и Варпулила. Все они располагались настолько близко друг к другу, что их можно было принять за одну деревню.
- Деревня Меллола на финской карте 1923 года

До 1939 года деревни Каукъярви и Меллола входили в состав волости Куолемаярви Выборгской губернии Финляндской республики.
С 1 мая 1940 года по 30 сентября 1948 года — в составе Меллольского сельсовета Койвистовского района.
С 1 июля 1941 года по 31 мая 1944 года финская оккупация.
С 1 октября 1948 года — в составе Александровского сельсовета Приморского района.
С 1 января 1949 года деревня Меллола учитывается административными данными как деревня Камышевка. В ходе укрупнения хозяйства к деревне были присоединены соседние селения Тюеппеля, Сипрола, Ииванала, Хопиала, Каукола, Варпулила, Паавола, Пийспала и Сеппяля.
С 1 апреля 1954 года — в составе Рощинского района.
С 1 апреля 1956 года — в составе Рябовского сельсовета.
В 1961 году деревня насчитывала 316 жителей.
С 1 февраля 1963 года — в составе Выборгского района.
Согласно административным данным 1966 и 1973 годов деревня Камышевка находилась в составе Рябовского сельсовета.
По данным 1990 года деревня Камышевка находилась в составе Краснодолинского сельсовета.
В 1997 году в деревне Камышёвка Краснодолинской волости проживали 780 человек, в 2002 году деревня называлась Камышовка её население составляло 715 человек (русские — 87 %).
В 2007 году в деревне Камышовка Приморского ГП проживали 740 человек, в 2010 году — 573 человека.

## География
Деревня расположена в западной части района на автодороге 41К-092 (Высокое — Синицино).
Расстояние до административного центра поселения — 30 км.
Расстояние до ближайшей железнодорожной станции Куолемаярви — 15 км. 
Деревня находится на западном берегу озера Красавица.

## Демография
| 2007 | 2010 | 2017 | 2021 |
| ---- | ---- | ---- | ---- |
| 740  | ↘573 | ↗690 | ↘519 |

## Улицы
Клубная, Комсомольская, Красивый проезд, Лесная, Огородный проезд, Озёрная, Поселковая, Тихая.